# Patince
Patince (Hongaars:Path) is een Slowaakse gemeente in de regio Nitra, en maakt deel uit van het district Komárno.
Patince telt 450 inwoners.